# Grollers de sa Factoria
Grollers de sa Factoria és un grup de música folk mallorquí.
Començaren al mes de gener de 1999, pocs dies abans de les festes de Sant Antoni a Santa Maria del Camí (Mallorca). Inicialment el grup només es formaven cinc músics, que mai havien tocat junts, però, tot i això, varen decidir dur endavant aquest projecte de fer cercaviles per a animar les festes. Avui el grup reuneix 18 membres.
El grup interpreta temes populars d'arrel tradicional i temes propis, tant en estat pur com esquitxats per elements més propis del funk, de la rumba, del rock o fins i tot del punk. Els denominadors comuns són: l'interès per la cultura popular, el compromís amb la terra, la curiositat per conèixer altres cultures, la lluita contra qualsevol tipus d'opressió social, econòmica o cultural. Sobretot s'ha d'emfasitzar l'interès per la cultura, el que es reflecteix en la quantitat de melodies, de ritmes i d'instruments emprats: gralls, tarota, flabiol i tamborí, xeremies, trompeta, saxòfon, guitarra, un baix, una bateria, una cantant i percussió.
En guanyar el IV Concurs de Música Jove el 2005, el grup va rebre un primer impuls que va conduir a uns 50 concerts (Salvem Mallorca, Acampallengua, Ferreries, Sa Rocketa Festival, Vilanova, concert a "L'esplendor de la festa", festivitats de Sant Antoni, cloenda de la manifestació Prou davant 60.000 persones). Van compartir l'escenari amb grups com: Cheb Balowski, Doctor Calypso, La Pulquería, Radio Raheem, Mártires del Compás, Susana Seivane, Skalariak, Lax'n'Busto, Obrint Pas, Companyia Elèctrica Dharma, La Carrau, Rauxa, Gadegang…
Un segon impuls va venir el 2008 quan va guanyar el Primer premi del Concurs Sons de la Mediterrània a Manresa, que va esponsoritzar la realització d'un disc professional.
Premis
- 2005: "IV Concurs de Música Jove" organitzat pels "Joves de Mallorca per la Llengua"
- 2008: Primer premi del Concurs Sons de la Mediterrània a Manresa.[5]

Discografia
- Grollers de sa Factoria. 2004 – Maqueta autoeditada. Estudis Tripotrapo.
- Grollerlàndia. 2007 - Disc autoeditat. Estudis Tripotrapo.
- Grollerització. 2011 - Disc autoeditat. Estudis Tripotrapo.